# Gimnástica de Torrelavega
Gimnástica de Torrelavega (vollständiger Name: Real Sociedad Gimnástica de Torrelavega) ist ein spanischer Fußballverein aus der kantabrischen Kleinstadt Torrelavega. Der 1907 gegründete Klub spielt in der Saison 2018/19 in der Segunda División B, Gruppe 2.

## Geschichte
Am 28. September 1907 rief Gabino Teira alle Sportler, Geschäftsleute und Interessierte aus Torrelavega zusammen, um seine Idee eines gemeinsamen Sportvereins zu verwirklichen. Unter ihnen waren Fußballspieler, Diskuswerfer, Radfahrer, Bowlingspieler und viele mehr. Die Versammlung führte zur Gründung des Vereins.
Das erste Spiel von Gimnástica fand am 2. August 1908 gegen Racing Santander statt. Die beste Platzierung in einer Spielzeit erzielte der Verein mit dem vierten Platz in der Segunda División 1949/50. In seiner Geschichte konnte Torrelavega einige Erstligisten aus der Copa del Rey werfen, sogar ein 0:0 im Camp Nou beim großen FC Barcelona gelang.
Erstmals 1928/29 spielte Torrelavega drittklassig, stieg jedoch gleich in der Premieren-Saison ab. In insgesamt neun Spielzeiten durfte der Club im Profifußball antreten, ohne sich dort jemals festzusetzen. In den letzten Jahren entwickelte sich der Verein zu einer Fahrstuhlmannschaft zwischen Segunda División B und Tercera División.

## Stadion
Gimnástica de Torrelavega spielt im Estadio El Malecón, welches eine Kapazität von 10.000 Zuschauern hat. Das Stadion wurde im Jahre 1922 eingeweiht und soll in Zukunft von Grund auf erneuert werden.

## Erfolge
- 4. Platz in der Segunda División: 1949/50
- Aufstieg in die Segunda División: 1927/28, 1948/49, 1965/66
- Meister der Segunda División B (1): 1999/2000
- Meister der Tercera División (10): 1934, 1961, 1964, 1965, 1990, 1996, 2006, 2008, 2009, 2017
- Achtelfinale in der Copa del Rey: 1929, 2001

## Spieler
- Javi Venta (1997–1999)